# Chrysostome Gourio
Pour les articles homonymes, voir Gourio.
Chrysostome Gourio, né le 26 décembre 1974 à Nice, en France, est un écrivain français, auteur de roman policier et de littérature jeunesse.

## Biographie
D'abord étudiant à Nice, il obtient un diplôme de maîtrise en philosophie de l'Université François Rabelais de Tours.
Ayant échoué par trois fois à l'agrégation, il enchaîne les petits boulots alimentaires et, après avoir été enseignant au lycée agricole de Châteauroux, il devient libraire, métier qu'il exerce pendant dix ans à Paris, d'abord à la Procure, puis au Comptoir des Mots.
Titulaire d'un master en Sciences du langage, spécialité interprétation, il est désormais interprète en langue des signes française et ne vit plus en région parisienne.
Il s'est initié à plusieurs sports : escrime, judo, handball, tennis, football, randonnée, pelote basque (grand chistera en place libre), plongée sous-marine, badminton, parachutisme, course à pied et escalade (il a essayé la natation synchronisée mais a été contraint à l’abandon après avoir noyé son maillot de bain). Son évidente inaptitude à ces pratiques a confirmé que ses compétences sont plutôt d'ordre littéraire.
C'est pourquoi, au début des années 2000, il décide de se lancer dans l'écriture. Après un premier polar passé inaperçu, Flicosophes, paru en 2002, il signe Le dolmen des dieux, un épisode de la collection "Le Poulpe" dans lequel il revient aux sources de la série, puis dans l'esprit de Jean-Bernard Pouy, dont il revendique une certaine forme de filiation littéraire, il commet Le crépuscule des Guignols, un western philosophique contemporain, vibrant hommage à Spinoza encule Hegel.
La rencontre de Marion Brunet en 2015 marque un tournant décisif dans son approche de la littérature puisqu'il décide alors de se lancer dans la littérature jeunesse. Il publie son premier roman aux éditions Sarbacane, Rufus le fantôme ou la grève de la Mort, et il se plaît tellement à raconter des histoires à l'enfant qu'il était, qu'il ne publie presque plus qu'exclusivement dans ce domaine.

## Œuvre
- Des muses et des mondes énigmatiques, nouvelle dans le recueil collectif Musées, des mondes énigmatiques, Denoël, coll. « Présence du futur » no 600, 1999[4]
- Flicosophes, France Europe éditions, 2002
- Le Dolmen des dieux, éditions Baleine, coll. « Le Poulpe » no 268, 2010
- Le Crépuscule des guignols (ou comment philosopher à coup de Desert Eagle), éditions Baleine, 2012
- Une fellation quasi nulle, Les éditions in8, 2014
- Rufus le fantôme ou la grève de la Mort, Sarbacane Éditions, collection Pépix, 2017, Prix Junior Livre d’Hiver 2018  du Salon de Montgiscard [5]
- Something evil's lurkin' in the dark, in. 16 Nuances de Première fois, dir. Séverine Vidal et Manu Causse, Eyrolles, 2017
- La Brigade des Chasseurs d'Ombres - Wendigo, Sarbacane Éditions, collection Exprim, 2019
- Wilma la vampire ou le concert de la Mort, Sarbacane Éditions, collection Pépix, 2020
- Mon beau Grimoire, Casterman, collection Hanté, 2021
- Le Village Sauve-qui-peut, Nathan, 5 tomes, entre 2022 et 2024
- Pandemonium, ours éditions, 2022
- Des zombies dans la prairie, Casterman, 2023
- Brouillard, ours éditions, 2023
- Le Cercle des Mousquetaires, Baribal, 3 tomes, entre 2022 et 2024
- Les Fatals en concert, ours éditions, en collaboration avec Stéphanie Glassey, 2024
- Dans la peau d'un soigneur, Nathan, collection Tu es le héros, 2024
- Octave le zombie ou un Halloween de la Mort, Sarbacane Éditions, collection Pépix, 2024
- Vasco, pirate malgré lui, Casterman, collection Prem's, 2 tomes, 2025
- Dans les annales - Spinoza encule Hegel année 0, ours éditions, 2025
- Ciguë, éditions In8, collection Faction, 2025